# 7 ق هـ
7 ق هـ هي السنة السابعة السابقة للهجرة النبوية، وهي توافق ما بين سنتي 614 و615 حسب التقويم الميلادي، أي أنها بدأت في سنة 614م وانتهت في سنة 615م.

## أحداث
هجرة المسلمين الثانية إلى الحبشة، حيث هاجر من الرجال ثلاثة وثمانون رجلا، وثماني عشرة أو تسع عشرة امرأة، وأصبحوا تحت حماية الإمبراطور الإثيوبي المسيحي النجاشي الذي أسلم بعدها.

## مواليد
- عمرو بن حزم الأنصاري (7 ق هـ - 54 هـ)، هو صحابي أنصاري خزرجي من الذين شهدوا غزوة الخندق وما بعدها.[5]